# アルマン・ブランショネ
アルマン・ブランショネ（Armand Blanchonnet、1903年12月23日 - 1968年12月17日）は、フランス、アリエ出身の自転車競技選手。

## 経歴
1924年
- パリオリンピック
  -  個人ロードレース 優勝
  -  団体ロードレース 優勝
- ロードレース世界選手権・アマ個人ロード 3位

1927年、プロに転向。
1930年
- パリ6日間レース 優勝（+ ハリー・ホラン、シャルル・ペリシエ）

1931年
- フランス選手権・個人ロードレース 優勝

1932年
- マルセイユ6日間レース（＋ピート・ファン・ケンペン）